# Mia Hermansson-Högdahl
Mia Hermansson-Högdahl (født. 6. maj 1965 (59 år) er en svensk håndboldtræner og tidligere håndboldspiller. I 1994, hun blev stemt på som Verdens bedste håndboldspiller 1994 af det Internationale håndboldforbund (IHF).
Hermansson har spillet 216 landskampe for det svenske håndboldlandshold og scorede 1091 gange. Hvilket gør hende til den mest scorende spiller for det svenske håndboldlandshold gennem tiden. Hun var nomineret som årets håndboldspiller i 1987, 1991 og 1994. Med klubber har hun vundet EHF Champions League med Hypo Niederösterreich (1993/94), (1994/15)
Siden 2010 har hun været assistenttræner for Norges håndboldlandshold.